# Rhadinaea hesperia
Rhadinaea hesperia är en ormart som beskrevs av Bailey 1940. Rhadinaea hesperia ingår i släktet Rhadinaea och familjen snokar. Inga underarter finns listade i Catalogue of Life.
Denna orm förekommer i centrala och sydvästra Mexiko. Arten lever i kulliga områden och i bergstrakter mellan 800 och 2200 meter över havet. Den vistas i skogar med tallar och ekar, med andra lövträd och på angränsande gräsmarker. Honor lägger ägg.
För beståndet är inga hot kända. Hela populationen anses vara stabil. IUCN kategoriserar arten globalt som livskraftig.